# Bissiga Dé Gando
Pour les articles homonymes, voir Bissiga.
Bissiga Dé Gando est une commune située dans le département de Tenkodogo de la province de Boulgou dans la région du Centre-Est au Burkina Faso.

## Géographie
La commune est associée à Gando.